# 澳大利亚政府
澳洲政府（英語：Australian Government），通稱為「澳洲聯邦政府」，簡稱為「聯邦政府」（Commonwealth Government），是澳大利亚联邦的行政機關。澳洲是一個奉行聯邦制的議會制君主立憲制國家。聯邦行政政府由總理及其內閣部長組成，負責領導各政府部門及相關行政機構。
根據《澳洲憲法》，行政權屬於澳洲君主，並由其委任的總督依據聯邦行政會議建議下行駛權力；實際上，內閣是澳洲政府中的主要決策機構，負責制定政策及安排政府議程，行駛或建議行駛聯邦行政職權。在問責政府的原則下，政府須依賴國會制定法律及徵稅撥款，總理及其內閣亦須獲眾議院問責及信任方可施政。
澳洲總理是聯邦政府的首腦，負責領導政府施政並揀選其他內閣成員；該職位並無明文載於《憲法》條文，而是基於西敏制的憲政慣例而設。按照慣例，澳洲總督會任命一名能夠獲得眾議院多數議員信任的政黨黨魁，出任總理並籌組政府，而該人選通常為眾議院第一大黨或多數聯盟的領袖。
自2022年聯邦大選後，現屆聯邦政府由澳洲工黨組成。現任總理為工黨黨魁安東尼·阿爾巴尼斯，於2022年5月23日獲時任澳洲總督戴維·赫爾利正式委任。

## 行政會議
联邦行政会议是一个正式的政府机构，它的存在和定期会议使得澳大利亚内阁的决定具有法律效力；同时它也需要履行其他职能。澳大利亚联邦所有部长都是联邦行政会议的正式成员，并有权使用前缀“尊敬的”，这是一个他们可以终身保留的尊称。联邦行政会议通常由澳大利亚总督负责主持；如果总督缺席，则会提名另外一位部长为“行政会议副主席”并由他来主持会议。自2017年12月20日起，现任副主席为马提亚斯·科尔曼。
有时当联邦政府处于“看守”状态时，它会代表政府行使职权，这通常是大选之前或之后的一段时间内。

## 聯邦內閣
澳大利亚内阁是由澳大利亚联邦政府内的资深部长所组成的议事会议，向澳大利亚国会负责。部长由澳大利亚总督根据澳大利亚总理的建议任命，总理向总督荣幸服务。内阁的会议内容执行严格保密，并每周举行一次，用于讨论重大问题并制定政策。在联邦政府的行政机构内，除内阁之外还有一个类似“外阁”的外部部门，它由其他非阁员的部长和政务次长（Parliamentary Secretary）们组成；他们负责一些特定的政治领域并向资深部长们汇报工作。
《澳大利亚联邦宪法》并不承认内阁是一个法律实体，它完全按照惯例而存在。内阁的决定本身不具有法律效力，但它却是联邦行政会议的实际表达；而联邦行政会议则是澳大利亚的最高行政机关。在实际情况中，联邦行政会议仅仅是与内阁会面并将内阁做出的决定升格为具有法律效力的政策或法规。内阁所有阁员都是联邦行政会议成员。虽然澳大利亚总督是联邦行政会议的主持者，但是他几乎不参加任何联邦行政会议。内阁会内部选举并任命一名资深部长为行政会议副主席，由他在总督缺席的情况下主持联邦行政会议。
直到1956年之前，所有政府部长都是内阁阁员。但是这种内阁在1940年代和1950年代的发展变得越来越不切实际；1956年，罗伯特·孟席斯建立了两级制内阁，只有资深部长才能出任内阁阁员，他们在国会里也被称为“前台”（Front Bench）。除了惠特拉姆政府，几乎所有后来的澳大利亚政府都沿袭这样的做法。
当非工党组建政府时，澳大利亚总理可以自行决定所有内阁和部长的任命，尽管他们在实际情况中会和他们的高级同事就任命进行协商。而当自由党及其前身（国民党和統一澳洲黨）与国家党及其前身（澳大利亚乡村党）组建联合政府时，初级联盟政党的领袖有权提名其政党成员并向总理建议部长职务的分配。
在工党于1901年首次组建政府的时候，时任总理的克里斯·沃森仍然有权独自挑选其部长人选。然而在1907年，工党通过决议，未来工党组建政府的时候，将由工党国会党团成员选择部长人选；但是总理仍然有权分配职务。这种做法一直持续到2007年。在1907年到2007年期间，尽管当选总理的工党领袖在政府成员挑选上占据了主导地位，但是其他工党领导者也在其中发挥了重大影响。在2007年澳大利亚联邦大选的时候，时任反对党领袖的工党竞选人陆克文宣称，如果他当选总理，他将独自挑选部长。而当工党赢得当年大选后，他也是这样做的。
内阁除了在首都堪培拉举行会议之外，也会在澳大利亚各州的州首府举行会议，例如：悉尼和墨尔本。陆克文赞同在其他城市举行内阁会议，特别是一些地区性主要城市。澳大利亚各州及领地的首府都设有联邦国会办公室，例如悉尼的办公室就在菲利普街。

## 政府部門
澳大利亚联邦政府目前设有16个部门。
| 中文译名                               | 英文原名                                                                                   |
| -------------------------------------- | ------------------------------------------------------------------------------------------ |
| 農業、漁業和林業部                     | Department of Agriculture, Fisheries and Forestry                                          |
| 律政部                                 | Attorney-General's Department                                                              |
| 氣候變化、能源、環境和水部             | Department of Climate Change, Energy, the Environment and Water                            |
| 国防部                                 | Department of Defence                                                                      |
| 教育部                                 | Department of Education                                                                    |
| 就業及職場關係部                       | Department of Employment                                                                   |
| 财务部                                 | Department of Finance                                                                      |
| 外交貿易部                             | Department of Foreign Affairs and Trade                                                    |
| 衛生和老年護理部                       | Department of Health and Aged Care                                                         |
| 內政部                                 | Department of Home Affairs                                                                 |
| 工業、科學及資源部                     | Department of Industry, Science and Resources                                              |
| 基礎建設、運輸、地區發展、通訊和藝術部 | Department of Infrastructure, Transport, Regional Development, Communications and the Arts |
| 總理及內閣部                           | Department of the Prime Minister and Cabinet                                               |
| 社會服務部                             | Department of Social Services                                                              |
| 财政部                                 | Department of the Treasury                                                                 |
| 退伍军人事务部                         | Department of Veterans' Affairs                                                            |

## 公有实体

### 国会法案所规定的公司
- 澳大利亚广播公司（根据《1983年澳大利亚广播公司法令》设立）[13]
- 特别广播服务公司（根据《1991年特别广播服务公司法令》设立）[14]

### 政府商业实体
下列公司或商业实体是依据《公共治理、绩效与责任规定（the Public Governance, Performance and Accountability Rule）》第五章所成立的公营企事业单位（Government Business Enterprises）。
- 澳大利亚邮政公司
- 澳大利亚国防住房服务公司（英语：Defence Housing Australia）
- 澳大利亚潜艇公司（英语：ASC Pty Ltd）
- 澳大利亚海军基建公司（Australian Naval Infrastructure Pty Ltd.）
- 澳大利亚铁路公司（英语：Australian Rail Track Corporation）
- 摩尔班克联运公司（Moorebank Intermodal Company）
- 国家宽带网络公司（英语：NBN Co）
- 雪山水电（英语：Snowy Hydro）
- 西悉尼机场公司（WSA Co Ltd.）

### 其他公有非金融公司
- 澳大利亚航空服务公司（英语：Airservices Australia）